# Klaus Bugdahl
Klaus Bugdahl, född den 24 november 1934 i Berlin, död kring månadsskiftet juli/augusti 2023 i Wiesbaden, var en tysk tävlingscyklist som hade sina största framångar på bana där han vann 37 segrar i sexdagarslopp och blev europamästare i madison tre gånger från 1961 till 1971. Han tog även sex titlar i olika grenar vid tyska mästerskapen. På landsväg blev han tysk mästare i linjelopp 1959 och vann Tour de l'Oise 1963.

## Meriter

### Landsväg
1957
Vinnare av GP Veith-Pirelli
1958
 Tysk mästare i linjelopp.
10:a i linjeloppet vid Världsmästerskapen i landsvägscykling
1959
3:a totalt i Tour de l'Oise
Vinnare av etapp 3
1960
3:a totalt i Deutschland Tour
1963
Vinnare totalt av Tour de l'Oise
Vinnare av etapp 2 (TTT)
Vinnare av etapp 7 och 9:a totalt i Tour de Suisse
1972
3:a i linjelopp vid Tyska mästerskapen

### Bana

#### Europamästerskap
Klaus Bugdahls podieplaceringar vid europamästerskap:
| \ Säsong |

| Discipiln \ |

Not: Madisonraden listar Bugdahls partner med initialer:  Fritz Pfenninger,  Sigi Renz,  Patrick Sercu och  Dieter Kemper.

#### Sexdagarslopp
I tabellen nedan listas Klaus Bugdals segrar och partners (med initialer):
| \ Säsong |

| Plats \ |

| \ Säsong |

| Partner \ |

Noter:
Lopp: Asterisk efter ortnamnet markerar att tävlingen hölls före nyår (Kölns sexdagars gick över nyårshelgen). Berlin körde två lopp per vinter, ett i oktober och ett i januari, till och med 1969/1970 – därefter bara ett lopp (i oktober) varje säsong. Antwerpen kördes med tremannalag och detsamma gäller Zürich 1971.
Partners: Raden "Övriga" innehåller de partners som bara bidrog till en seger, dessa är:

 Valentin Petry (58/59)
 Klemens Großimlinghaus (64/65)
 Rudi Altig (68/69)
 René Pijnen (69/70)
 Jürgen Tschan (70/71)
 Alain Van Lancker (70/71)
 Louis Pfenninger (71/72)